# Galepsus zambesicus
Galepsus zambesicus es una especie de mantis de la familia Tarachodidae. Descrito por Giglio-Tos (en inglés) en 1911.

## Distribución geográfica
Se encuentra en el Río Zambeze.